# بحیه بن پقوده
بحیه بن پقوده. به انگلیسی و عبری: Bahya ben Joseph ibn Paquda (also: Pakuda, Bakuda, Hebrew: בחיי אבן פקודה) در ساراگوسا و در نیمه دوم قرن یازدهم میلادی می‌زیسته‌است. وی علاوه بر سرودن اشعار دینی یهودی، رساله‌ای فلسفی با عنوان الهدایة الی فرائض القلوب در حدود سال ۱۰۹۰ تألیف کرد. این کتاب در سال ۱۱۶۱ توسط یهودا بن طیبون به عبری ترجمه گردید. نوشته‌های بن‌پقوده عرفانی و زهدگرایانه‌است. ترجمه دیگری را نیز یوسف قیمحی انجام داد و پس از آن ترجمه‌های عربی، اسپانیولی، پر
تغالی، ایتالیایی، ایدایی انجام شد؛ بعداً این اثر به انگلیسی، آلمانی، فرانسوی، هلندی و ژاپنی نیز ترجمه شد.